# Слісаренко Сергій Станіславович
Сергі́й Станісла́вович Слісаре́нко (5 лютого 1963 — 22 січня 2015) — солдат Збройних Сил України, учасник російсько-української війни. Ім'ям Сергія Слісаренка названа вулиця у місті Кам'янському Дніпропетровської області.

## Короткий життєпис
Мобілізований 28 серпня 2014-го. Старший навідник, 20-й окремий мотопіхотний батальйон, 93-та окрема механізована бригада.
22 січня 2015 року російські збройні формування на бронетехніці заїхали у селище Красний Партизан, де був блокпост зі взводом 20-го окремого мотопіхотного батальйону. 20 оборонців блокпосту, незважаючи на чисельну перевагу противника — до роти, яких з іншого боку посилювали танки, відбивалися дві години. Згодом терористи свідчили, що старший лейтенант Колісник бився до кінця та загинув як герой. Коли закінчилися набої, терористи запропонували воякам здатися, але Колісник відмовився та віддав наказ відступати, сам же не покинув позиції. 9 українських вояків терористи полонили. Завдяки мужності вояків військовики на інших блокпостах мали змогу мобілізуватися й ускладнили шлях терористів, котрі намагалися безперешкодно проїхати з Донецька в Горлівку.
Капелан 20-го батальйону отець Дмитро Поворотний вивіз з окупованої території тіла Сергія, молодшого сержанта Романа Сеха, старшого лейтенанта Андрія Колісника, молодшого сержанта Альберта Саруханяна.

## Нагороди та вшанування
- Указом Президента України № 311/2015 від 4 червня 2015 року, «за особисту мужність і високий професіоналізм, виявлені у захисті державного суверенітету та територіальної цілісності України, вірність військовій присязі», нагороджений орденом «За мужність» III ступеня (посмертно)[1].
- Розпорядженням міського голови м. Кам'янське від 11 жовтня 2016 року нагороджений пам'ятною відзнакою міського голови — нагрудним знаком «Захисник України» (посмертно)[2].
- Вшановується в меморіальному комплексі «Зала пам'яті», в щоденному ранковому церемоніалі 22 січня[3][4].